# NGC 7148
NGC 7148 is een dubbelster in het sterrenbeeld Pegasus. Het hemelobject werd op 15 september 1865 ontdekt door de Duits-Deense astronoom Heinrich Louis d'Arrest.